# Francis Didier
Pour les articles homonymes, voir Didier.
Francis Didier, né le 2 décembre 1949, est un karatéka français, président de la Fédération française de karaté (FFK) de 2001 à 2024. Sa gouvernance a fait l'objet de plusieurs affaires judiciaires et polémiques, portant notamment sur des sujets liés à l'éthique, la sécurité des licenciés et l'utilisation des fonds de la FFK. Il est également accusé d'être co-responsable de l'éviction du karaté des Jeux olympiques avec Antonio Espinós. 
Francis Didier est un fameux combattant du début du karaté sportif en France, aux côtés de pratiquants comme Dominique Valera ou Guy Sauvin. Il est actuellement 7e dan, champion du monde en kumite par équipes aux championnats du monde 1972 et champion d'Europe en kumite individuel masculin open aux championnats d'Europe 1973. Il a été réélu à la présidence fédérale successivement en 2005, 2009, 2013, 2016 et 2020. Il n'a pas pu se porter candidat à sa réélection une septième fois, du fait de la promulgation de la loi de démocratisation du sport du 2 mars 2022, qui interdit plus de trois mandats pour un président de fédération sportive. 

## Palmarès

### Championnats du monde
- Paris 1972
  -  Médaille d'or en kumite par équipes

### Championnats d'Europe
- Valence 1973
  -  Médaille d'or en kumite individuel masculin open
- Bruxelles 1972
  -  Médaille d'argent en kumite des moins de 75 kg
- Paris 1971
  -  Médaille de bronze en ippon

## Affaires judiciaires
Francis Didier est l'objet de plusieurs enquêtes de la part de la justice, concernant sa gouvernance de la Fédération Française de Karaté et disciplines associées et des avantages qu'il a obtenus en tant que président, dont plusieurs ont débouché sur des condamnations :
- Le 17 septembre 2010, il est condamné par la 11e chambre correctionnelle du Tribunal judiciaire de Paris pour prise illégale d’intérêt[9].

- En 2014 et 2015, la FFKDA est contrainte de payer 190 000 euros de redressement à l’Union de Recouvrement des cotisations de Sécurité Sociale et d'Allocations Familiales et 134 000 euros de redressement au fisc pour des manquements variés, dont des avantages en nature non déclarés comme tels, dont bénéficiait Francis Didier[10].

- Francis Didier a fait l'objet d'un redressement à titre personnel de 70 000 euros par le fisc, pour ne pas avoir déclaré les avantages en nature dont il a bénéficié pendant plusieurs années[11].

Francis Didier a également fait l'objet de deux plaintes pour violence, l'une sur une élue fédérale en juin 2024 et l'autre sur un entraineur du Rhône en décembre 2024. Il est également mis en cause avec la direction de la FFK dans l'absence d'assistance à une jeune athlète victime de violences sexuelles en 2023 et 2024. En outre, il est accusé d'utiliser les grades pour récompenser ses soutiens au mépris des règles du Code du Sport. 
Les élections pour sa succession qui se sont tenues en 2024 sont mises en cause du fait de graves irrégularité pointées par le Comité National Olympique Français. Celles-ci sont notamment liées à des actes d'intimidation, de pression, de favoritisme exercés par la gouvernance de la FFKDA en faveur du candidat Bruno Verfaillie, proche de Francis Didier. Celui-ci demande la tenue rapide de nouvelles élections avec une nouvelle période campagne.  